# Die Hetzjagd
Die Hetzjagd (frz. Originaltitel: La Traque) ist ein Film über die Jagd nach dem SS-Hauptsturmführer Klaus Barbie.

## Handlung und Hintergrund
Im Jahr 1951 taucht Klaus Barbie, auch als der „Schlächter von Lyon“ bekannt, in Bolivien unter. Mit Unterstützung aus den USA wird er beim bolivianischen Geheimdienst tätig. Serge und Beate Klarsfeld verfolgen in den 1970er Jahren seine Spur, die nach La Paz führt.
Der Film Die Hetzjagd basiert auf einer wahren Geschichte. Er handelt von einem deutsch-französischen Paar, das es sich zur Lebensaufgabe gemacht hat, nach dem Verbleib von Nazikriegsverbrechern zu forschen. 1971 traten viele Ereignisse des Zweiten Weltkriegs und die Erinnerungen an den Holocaust langsam in den Hintergrund.
Vielen der überlebenden Nazi–Kriegsverbrechern gelang es, in Deutschland oder im Ausland unerkannt unterzutauchen. Das Ehepaar Klarsfeld entschloss sich, diese aufzuspüren und vor Gericht zu bringen. Den Fall Barbie griffen sie auf, als das Münchener Gericht das Verfahren gegen ihn aus Mangel an Beweisen einstellte. Von einem deutschen Staatsanwalt erhalten sie einen Hinweis, dass Barbie sich in Südamerika aufhalten soll. Die Nachforschungen der Klarsfelds ergeben, dass er sich unter dem Namen Klaus Altmann ein neues Leben in Bolivien aufgebaut hat. Barbie wähnt sich dort in Sicherheit. Die Klarsfelds versuchen jedoch ihn zu finden, um ihn nötigenfalls gewaltsam zu entführen. Erst 1983, zwölf Jahre nach seiner Entdeckung, liefert Bolivien Barbie schließlich an Frankreich aus.

## Kritiken und Rezensionen (Auswahl)
- Das Lexikon des internationalen Films sah ein „engagiertes, gut besetztes (Fernseh-)Drama mit Anklängen an Spionagefilme und Thriller.“[2]

- Filmreporter.de gibt ein eher negatives Resümee: „In 108 Minuten Spielzeit verzettelt sich das Drama im akribischen Rekonstruieren von Auslandsreisen, Vorsprechen und Gesuchen der Klarsfelds. Wer umständlich erzählt und einfallslos inszeniert, unterhält einfach nicht. Hölzerne, erläuternde Dialoge und eine farblose Franka Potente machen den Schreibtischkrieg um die Auslieferung eines Mörders zu einem faden Filmerlebnis.“[3]

- Cinema urteilt, der „frei von Klischees erzählte Film“ sei „ein unglaubliches Stück Zeitgeschichte!“[4]

- Christian Buß schrieb in seiner Rezension für den Spiegel: „So gewinnt Die Hetzjagd seine Schärfe vor allem durch die Gegenüberstellung der beiden Hauptfiguren – hier die notorische Hausfrau, dort der notorische Häscher. Und mit der gleichen Unnachgiebigkeit, mit der Klarsfeld zu Hause die Wanne schrubbt, versucht sie nun eben dem besonders hartnäckigen Nazi-Dreckfleck Barbie den Garaus zu machen. Hausfrauenehre sozusagen.“[5]